# Petulantes
Les Petulantes sont une unité d'auxilia palatina de l'armée romaine tardive, active entre le IVe et le Ve siècle. Composée de 500 soldats, elle était l'héritière d'unités auxiliaires d'élite.
Principalement actifs en Gaule, les Petulantes participent aux campagnes du César Julien en Gaule et en Orient.
Au début du Ve siècle, l'existence des Petulantes est toujours attestée par la Notitia dignitatum, qui mentionne deux unités de Petulantes seniores et de Petulantes iuniores.

## Histoire

### Campagnes de Julien en Gaule (360)
Les Petulantes sont mentionnés par l'historien Ammien Marcellin parmi les unités placées sous le commandement du César Julien lors de ses campagnes en Gaule à la fin des années 350.
À l'hiver 360, les Petulantes sont la seule unité de l'armée de Julien basée à Lutèce avec les Celtae. Ils figurent parmi les unités réquisitionnées par l'empereur Constance II pour combattre les Perses sassanides en Mésopotamie, aux côtés des Heruli, des Batavi et des Celtae.
Refusant de quitter Lutèce et leurs familles, les chefs de cette unité auraient pris la décision de se mutiner et de proclamer Julien empereur, ce qui conduit à son usurpation. L'un des porte-étendards des Petulantes, Maurus, détache son torque de porte-dragon et en ceint la tête de Julien en guise de diadème impérial,.
Au printemps suivant, Julien charge les Petulantes, placés sous les ordres du comes Libinon, et les Celtae de rétablir l'ordre à la frontière du Rhin après des incursions des Alamans de Vadomar. Les Petulantes combattent près de Sanctium en Rhétie. Les Petulantes accompagnent Julien en Orient. Ils sont présents à Antioche où, avec les Celtae, ils se distinguent par leurs débordements.

### LesPetulantesdans laNotitia dignitatum(v. 400)
Deux unités portent encore le nom de Petulantes dans la Notitia dignitatum, un document administratif rédigé entre 390 et 425 qui recense les différentes unités militaires de l'armée romaine en Orient et en Occident.
Les Petulantes seniores figurent parmi les unités d'auxilia palatina sous le commandement du magister peditum en Occident. Une unité de Petulantes iuniores sert sous le commandement du magister militum per Illyricum avec un bouclier différent,.